# 高橋種冬
高橋 種冬（たかはし たねふゆ 、1549年 - 1614年）は、戦国時代から安土桃山時代にかけての武将。元は秋月氏の出身で旧名は秋月種冬（あきづき たねふゆ）。江戸時代初期に筑前国で郷士となり、大庭 源馬（おおば げんば）と名乗った。

## 生涯
種冬は秋月氏の第15代当主である秋月文種の嫡男晴種、次男で第16代当主種実に続き、天文18年（1549年）に三男として誕生したといわれる。
弘治3年（1557年）、父・文種や長兄の晴種が大友宗麟の猛攻を受けて自刃したが、種冬は次兄の種実と共に家臣に連れられて古処山城より脱出し同盟者だった毛利氏に助けられたといわれる。
その後秋月と同盟者である高橋鑑種の養子となり、高橋種冬(高橋大蔵少輔種冬)を名乗った。一時的に小倉城に入るものの、次兄種実に次男元種が誕生（1571年）。元種は1578年に高橋鑑種と養子縁組をして高橋元種となった。その翌年に高橋鑑種は亡くなっている。
いったん滅びた秋月氏であったが、次兄種実の時代になり最も隆盛な時期があり、そこには種冬の尽力もあったといわれ、当時は36万石であったといわれる。
秋月氏は豊臣秀吉の九州平定に最終的に降伏し、種実は剃髪して茶器の名品とされる「楢柴肩衝」を献上した。秀吉の九州平定が完了すると秋月氏は日向国高鍋に移封された。古処山城は天正15年（1587年）廃城となった。
種冬は筑前国島郷蜑住（しまごうあますみ）で養子となり大庭源馬と改名した。慶長7年（1602年）、三男三太夫に四国八十八箇所の土を持ち帰り、年月をかけて島郷八十八箇所を開祖した。島郷八十八箇所は、18世紀中期に島郷小竹（しまごうおだけ）の庄屋香山氏の尽力により整備された。大庭源馬は1614年に亡くなった。

## 関連文献
- 『九州治乱記』大分県史研究会、1930年
- 『日本城郭大系』新人物往来社
- 島郷四国霊場開祖碑（北九州市若松区、1952年建立）
- 『豊前軍記略』